# Antonello Cabras
Antonello Cabras (Sant'Antioco, 22 d'octubre de 1949) és un polític, enginyer i mestre sard. Militant del Partit Socialista Italià, fou elegit diputat a les eleccions regionals de Sardenya de 1989 i posteriorment fou nomenat president sard de 1991 a 1994. A les eleccions legislatives italianes de 1996 i 2001 fou elegit diputat per Sardenya dins les llistes de l'Ulivo, i a les eleccions de 2006 i 2008 fou escollit membre del Senat d'Itàlia pel Partit Democràtic.
| Precedit per: Mario Floris | President de Sardenya 1991 - 1994 | Succeït per: Federico Palomba |